# Contraception en France
En France, la légalisation sur la contraception est associée au droit des femmes. Pour la sociologue Cécile Thomé, « la pilule est devenue la contraception par défaut » et son développement a laissé de côté la contraception masculine. L'association pour la recherche et le développement de la contraception masculine (Ardecom), fondée en 1979, cherche à changer les mentalités à ce sujet.

## Histoire

### Interdiction de la contraception en France
Dans le contexte de la politique nataliste faisant suite à la Première Guerre mondiale, la loi du 31 juillet 1920 réprime fortement l'avortement (défini comme un crime) et interdit la propagande pour les méthodes anticonceptionnelles.

### Fondation du Mouvement français pour le planning familial
L'association la Maternité heureuse, qui prend ensuite le nom de Mouvement français pour le planning familial est fondée en 1956 par la gynécologue Marie-Andrée Lagroua Weill-Hallé, Évelyne Sullerot et d'autres femmes à la suite de l'affaire Bac, considérée comme un drame lié à l'absence de contraception. Dès son lancement en 1960, la direction du Mouvement français pour le planning familial donne le feu vert pour l'importation et la vente des produits anticonceptionnels. « En quelques années, constate Isabelle Friedmann dans son livre, le Planning familial a su créer un état de fait ». Le mouvement compte 100 000 adhérents dès 1965. Dans les cent centres et permanences, 450 médecins prescrivent alors des contraceptifs illégaux.

### Résistances politiques: projets de réforme avortés
À l’été 1962, la commission Prigent propose de réglementer la vente des contraceptifs, en interdisant la publicité, dans le respect de la jurisprudence, et de l'arrêt du 10 décembre 1965 de la Cour de Cassation, qui prohibe la vente des produits et objets anticonceptionnels, mais n’en interdit pas l’usage.
Mais la défiance à l’égard de la pilule se prolongera jusque dans les années 1970. Et s'affirme très tôt : le rapport de 1962 recommande, en conclusion, de l’exclure décret légalisant les contraceptifs féminins. Les résistances à la « pilule » se manifestent de plus en plus. En mars 1965, un projet de décret prévoit d’autoriser la vente des contraceptifs chimiques (crèmes et gelées, inscrits au tableau A ou C), mais il est vite abandonné.
Le 27 octobre 1965, avant l'élection présidentielle française de 1965, le ministre de la santé Raymond Marcellin nomme une commission chargée d'étudier les effets éventuels d'absorption de produits anticonceptionnels ; c'est la « commission pilule » (comme elle est appelée par les journalistes), regroupant 14 professeurs de médecine et des spécialistes, pour étudier » les conséquences éventuelles sur la santé de l’absorption de produits anticonceptionnels ». Elle rend ses conclusions le 21 mars 1966 et ne voit aucune contre-indication médicale. Il faut cependant attendre encore un an avant la loi Neuwirth de 1967.

### Réticences de l'Ordre des médecins
Le Conseil de l’Ordre des médecins n’a jamais fait mystère de ses réticences à la contraception. Hostile aux initiatives du Mouvement Français pour le Planning Familial, il entretient le doute quant aux risques de cancer. Déçus, certains médecins refusent de payer leurs cotisations et forment le Groupe information santé (GIS).

### Résistance de l'Église catholique
L'Église opère une timide ouverture par le discours aux sages-femmes italiennes du pape Pie XII qui a autorisé, en 1951, l'usage de la continence périodique durant la période féconde du cycle menstruel, mais au début des années 1960, le débat sur la contraception moderne a pris un tour nouveau au sein de l'Église catholique avec l'apparition de la pilule et de contraceptifs plus efficaces que la méthode Ogino-Knaus : le sujet est retiré des discussions du Concile Vatican II (1962-1965) car jugé trop controversé.
Le débat sur la contraception dans l'Église catholique est tellement ouvert que Paul VI fait annoncer qu'une commission spécialisée sur cette question créée par Jean XXIII est en cours de travail, qu’il reste encore beaucoup à faire, et donc décide que la question soit retirée de l’ordre du jour du Concile Vatican II.
En 1968, le Pape Paul VI suit la petite minorité, opposée à tout changement et prend position contre la régulation des naissances et contre la pilule dans l'encyclique Humanæ vitæ, qui a marqué une rupture pour de nombreux catholiques, car étant ressentie comme une intrusion dans la vie intime du couple en raison du manque d'autonomie laissé à la conscience individuelle et du trop grand écart entre discours officiel et la pratique des croyants, en particulier sur la contraception. Conséquence, la désaffection des fidèles, particulièrement chez les femmes opérant un "départ silencieux" de l'Église en Europe occidentale et en Amérique du Nord.
La commission créée par Jean XXIII continue cependant ses travaux et, en 1966, les théologiens de cette commission déclarent par quinze voix contre quatre que la contraception artificielle n’est pas intrinsèquement mauvaise. Ils approuvent un texte final dans lequel ils déclarent « qu’il appartient aux époux d’en décider (de l’utilisation de la contraception artificielle) ensemble, sans se laisser aller à l’arbitraire, mais en ayant toujours à l’esprit et à la conscience des critères objectifs de la moralité ». Donc il rejette la prescription unique de la continence périodique comme moyen de contraception.
L'intervention du futur pape Jean-Paul II, alors archevêque de Cracovie, est décrite comme semblant avoir été déterminante dans la préparation de l'encyclique de 1968. Le Catéchisme de l'Église catholique de 1992 promulguée  par Jean-Paul II, dans le cadre général de la chasteté, soutient  la méthode naturelle de régulation des naissances, mais rejette la contraception, malgré l'avis des théologiens.

### Loi Neuwirth de 1967
La loi Neuwirth, adoptée par l'Assemblée nationale le 19 décembre 1967, autorise l’usage des contraceptifs, et notamment la contraception orale. Le gaulliste, Lucien Neuwirth, partisan de longue date de l'abrogation de la loi de 1920, mène un combat pour la libéralisation de la contraception malgré l'opposition de la majorité de droite. Il obtient d'être entendu par le général de Gaulle, qui l'ayant écouté une cinquantaine de minutes sans dire un mot, observe encore un long silence avant de répondre à son interlocuteur : « Vous avez raison, transmettre la vie, c'est important. Il faut que ce soit un acte lucide. Continuez ! ».

### Conséquences de la loi de 1967
À la fin de l’année 1969, selon le Service Central de la Pharmacie, environ 600 000 femmes prennent la pilule, ce qui représente 0,3 % des ventes de l’ensemble des produits pharmaceutiques, mais sous couvert d’indications thérapeutiques (elle ne peut pas être prescrite nommément comme contraceptif). Des cours d'éducation sexuelle ont déjà commencé dans les lycées, notamment, à Paris, au Lycée François- Villon. La diffusion de la contraception orale est cependant très lente, alors que le rapprochement des trajectoires d’entrée dans la sexualité des hommes et des femmes, a été initiée dès les années 1960. La période des années 1970 et 1980 ne sera pas celle de la plus grande baisse de l’âge au premier rapport chez les femmes, par exemple. Cela s’est plutôt produit dans les années 1960, marquées par des records de conceptions pré-nuptiales. Ainsi, la difficulté à appliquer la loi de 1967 est très mal ressentie. L'expression de « Libération sexuelle » sera critiquée par le sociologue Michel Bozon, qui a interrogé des femmes de plus de cinquante-cinq ans, qui avaient pratiqué une sexualité peu protégée dans les années 1960, qui ont connu l’arrivée de la contraception orale quand elles avaient vingt-cinq/trente ans et évoquent à ce propos une « libération de la peur », une « libération de l’incertitude », la possibilité d’avoir une maîtrise du calendrier de leur vie, mais ne parlent pas en réalité de « libération sexuelle » ! Selon lui, ce n’est pas la disponibilité de nouvelles techniques et de méthodes contraceptives qui a provoqué des changements dans les conduites sexuelles, mais au contraire des transformations de comportements, d’attitudes et d’aspirations qui expliquent la diffusion très rapide des nouvelles méthodes, mais seulement à partir du milieu des années 1970. La liberté conférée par la contraception orale a d’ailleurs été critiquée très tôt par certaines féministes.
Le combat pour la liberté de l'avortement est perçu alors comme un moyen de sensibiliser l'opinion aux grossesses non-désirées et donc par ricochet aussi à la contraception, malgré les résistances de l'Église, du corps médical et d'une grande partie de la société. Quand les mouvements féministes se mobilisent au début des années 1970 autour de la lutte pour le droit à l'avortement, jugée prioritaire, c'est au détriment apparent du combat pour la contraception. Le manifeste des « 343 salopes » déclarant avoir avorté, parait dans Le Nouvel Observateur du 5 avril 1971, suivi par le procès de Bobigny, où Gisèle Halimi défend en 1972 Marie-Claire Chevalier, une jeune fille ayant avorté après un viol. C'est la période où le Planning familial écarte les médecins réformistes qui dirigent le mouvement et se lance dans la pratique des avortements clandestins.

### De 1972 à 1974, la contraception se démocratise
Créé en 1972, les centres de planifications et d’éducation familiale (CPEF), ont pour mission, entre autres, de permettre aux mineurs un accès libre, gratuit et surtout anonyme à tous les types de contraceptifs.
En 1973, le gouvernement crée le Conseil supérieur de l'information sexuelle, de la régulation des naissances et de l'éducation familiale.
La tendance la plus à gauche gagne le congrès du Mouvement français pour le planning familial des 2 et 3 juin 1973 avec l'élection à la présidence de Simone Iff, cofondatrice et vice-présidente du Mouvement pour la liberté de l'avortement et de la contraception (MLAC), qui vient de se créer sur une ligne plus agressive.
Sur les 15 000 adhérentes recensées du MLAC, l'adhésion étant obligatoire pour bénéficier des services, l'analyse de 1 200 lettres a permis de tracer un portrait-robot où les femmes de milieu modeste dominent, la plupart ayant connu l’adresse par la presse nationale ou féminine (le magazine Marie Claire est souvent cité avec Elle et Femme pratique). L'avortement est le combat le plus discuté. Les mineures (moins de 21 ans) ne représentent que 11 % des demandes.
Le 24 avril 1972, le décret d'application de la loi de 1967 est enfin publié (il sera modifié par les décrets du 5 mai 1975), permettant une prescription plus libre. Le décret créé les Centres de planification et d'éducation familiale (CPEF), qui ont les mêmes missions que les EICCF (Établissements d'information, de consultation et de conseil familial) mais proposent, en plus, des consultations médicales et des prescriptions et surtout peuvent délivrer des contraceptifs gratuits aux mineur(e)s, et aux personnes ne bénéficiant pas de couverture social. Alors que les E.I.C.C.F. sont gérés par des associations qui mettent toutes en avant les questions éducatives et préventives, souvent sur une approche non-médicale, les C.P.E.F. sont mis en place aussi par des collectivités locales et des hôpitaux.
Cependant, l’âge au premier rapport est resté sensiblement identique pour les hommes entre l’enquête du Docteur Pierre Simon de 1970 et l'enquête "Analyse des comportements sexuels en France" (ACSF) de 1992, mais il s’est abaissé pour les femmes. Le professeur Bozon remarquera qu'après les années 1990, la régulation sociale de la sexualité juvénile se fera de plus par les pairs, ce qui n’est pas précisément une dérégulation sociale car le contrôle exercé par ces derniers est extrêmement pesant.

## Législation
En France, la contraception non chirurgicale est légale depuis la loi Neuwirth de 1967 ; il en est de même pour la stérilisation contraceptive depuis la loi Aubry de 2001. Concernant les personnes mineures, seule la stérilisation est interdite, tandis que les autres méthodes contraceptives ne sont pas soumises à l'autorité parentale ; c'est le cas depuis la même loi de 2001.
La contraception est accessible à la prise en charge par l'assurance maladie depuis 1974. En 2013, la part de remboursement s'élève à : 80 % pour la stérilisation ; 65 % pour certaines pilules, l'implant, l'injection et le dispositif intra-utérin ; et moins de 10 % pour le diaphragme. Les préservatifs, la cape cervicale, le spermicide, certaines pilules, le timbre et l'anneau vaginal ne sont pas remboursés.
Depuis le 1er juillet 2016, la contraception des mineures de plus de 15 ans est facilitée par l'accès gratuit à certains examens médicaux préalables à la prescription d'une contraception et à la prise en charge à 100 % de certains moyens de contraception. Les mineures de plus de 15 ans peuvent bénéficier si elles le souhaitent d'une prise en charge anonyme, leurs consultations et obtention de contraceptifs n'étant pas mentionnées sur les relevés de remboursement de leurs parents, lorsqu'elles ont encore la qualité d'ayant droit.
Le Ministre chargé des droits des femmes, dans ses missions d'accès à la santé, met en place des actions pour garantir le droit à disposer de son corps. Cette politique publique est relayée à trois niveaux - national, régional, départemental (exemple en Occitanie ).

## Pratiques
Selon une enquête de l'INSERM et de l'INED en 2010, les femmes ne souhaitant pas de grossesse étaient environ 45 % à utiliser la pilule seule, 21 % le stérilet, 12 % le préservatif seul, 4,6 % la pilule et le préservatif, 4,0 % une autre méthode hormonale (2,6 % l'implant, 1,0 % l'anneau vaginal et 0,4 % le patch), 4,2 % la stérilisation (dont 3,9 % féminine), 6,2 % une autre méthode (retrait, méthode des températures). Selon la même enquête, les femmes ne souhaitant pas de grossesse étaient 3,1 % à ne pas utiliser de contraception.